# Мачулищі (авіабаза)
Мачу́лищі (біл. Мачу́лішчы) — авіабаза ВПС і військ ППО Республіки Білорусь. Розташована в однойменному селищі міського типу Мінського району Мінська область, Білорусь.
Є місцем базуванням 50-го зведеного авіаполку, який здатен приймати літаки А-50, Ан-26, Іл-76MD, Мі-8 та Мі-24.

## Історія
Аеродром служив базою стратегічних бомбардувальників Радянського Союзу, а також базою перехоплювачів радянських військ ППО.
Основним оператором був 121-й гвардійський важкий бомбардувальний авіаційний полк.
У середині 1960-х років Мачулищі були одним із дев'яти основних місць базування літаків Ту-22.
У серпні 1960 року шість літаків Ту-22 з Мачулищів було перекинуто на авіабазу  Оленья, в арктичному регіоні під контролем військово-морських сил, що вказує на те, що полк мав подвійну місію ВМС і ВПС, виконуючи роль боротьби з надводними човнами. Цей потенціал охоплював Балтійське море з можливістю розгортання в районі Баренцова моря.
У 1970-х роках полк перехоплювачів у Мачулищах експлуатував перехоплювачі Су-9 «Fishpot», які модернізовані у 1979 році до літаків МіГ-23П
. На той час на аеродромі все ще знаходився полк ПКР Ту-22.
Після розпаду СРСР, у січні 1992 року полк перейшов під юрисдикцію Білорусії, а 1994 року полк був розформований.
З 1994 року на території аеродрому знаходиться 50-та зведена авіаційна база. З 1994 по 2003 роки на аеродромі базувалася компанія «Трансавіаекспорт».

### Російсько-українська війна
З початку російського вторгнення в Україну авіабаза є місцем базування російських окупантів та використовується ними для обстрілів території України.
26 лютого 2023 року на авіабазі пролунали вибухи, був пошкоджений, зокрема, російський військово-транспортний літак і снігоприбиральну техніку. Згідно з повідомленням  моніторингової групи «Беларускі Гаюн», в результаті атаки двох дронів на авіабазі Мачулищі було пошкоджено один із шести літаків ДРЛО А-50У ПКС РФ. 
За декілька днів, білоруські партизани оприлюднили відео атаки на літак РФ ДРЛВ А-50, на якому ймовірно дрон FPV-камікадзе не тільки безперешкодно літає над аеродромом «Мачулищі», а й здійснює посадку на обертовий грибоподібний обтічник антени РЛС кругового огляду російського літака ДРЛВ А-50. Проте, на оприлюднених комерційних супутникових знімках якихось істотних пошкоджень на літаку так і якоїсь незвичної активності навколо нього помічено не було. Вже 2 березня 2023 року, борт ДРЛВ А-50 полетів з аеродрому «Мачулищі» на 325-й Авіаційний ремонтний завод, що знаходиться в м. Таганрозі та є підприємством з ремонту агрегатів літаків А-50У.
Саме з цього аеродрому найчастіше відбуваються запуск російських військових винищувачів, які потенційно можуть переносити гіперзвукові ракетні комплекси «Кинджал».